# Bergwiesen-Bodeneule
Die Bergwiesen-Bodeneule (Epipsilia grisescens) ist ein Schmetterling (Nachtfalter) aus der Familie der Eulenfalter (Noctuidae).

## Merkmale
Die Falter haben eine Flügelspannweite von 24 bis 34 Millimetern. Der Thorax ist grau gefärbt. Die Vorderflügel haben eine hellgraue, gelbgraue oder braungraue Grundfärbung. Auffällig sind die stark gezähnten, dunklen, aber einfachen Querlinien. Ring- und Nierenmakel sowie ein Mittelschatten können vorhanden sein, aber auch fehlen oder stark verwischt sein. Zapfenmakel fehlen. Die weißlichen Hinterflügel zeigen in der Mitte eine unscharfe Wellenlinie und sind zum Rand hin leicht verdunkelt.
Erwachsene Raupen sind graugelb gefärbt und haben drei helle Rückenlinien, von denen die beiden seitlichen nach innen auf jedem Segment von halbmondförmigen Flecken begrenzt werden. Die Puppe ist rotbraun.

### Ähnliche Arten
Der Art sehr ähnlich ist Epipsilia latens, die jedoch rundere Vorderflügel und meist eine dunklere Färbung zeigt. Andere mit einer grauen Grundfarbe ausgestatteten Arten, beispielsweise Agrotis simplonia, Euxoa birivia, Rhyacia helvetina, die Aschgraue Erdeule (Agrotis cinerea), die Hellgraue Erdeule (Euxoa decora) und die Aschgraue Bodeneule (Xestia ashworthii ssp. candelarum) unterscheiden sich durch die weniger markanten Querlinien.

## Geographische Verbreitung und Lebensraum
Aufgrund nacheiszeitlicher Erwärmung bildeten sich zwei unabhängige Populationen dieser kühleres Klima liebenden Art. In den südlichen Teilen Fennoskandinaviens und Dänemarks ist die ssp.septentrionalis beheimatet, die dort von Meeresniveau bis auf etwa 400 m über NN vorkommt. In den bergigen oder gebirgigen Gegenden Nordspaniens, der Alpen, des Apennins, des südlichen Balkangebirges (bis nach Nordgriechenland) und des Kaukasus kommt die Nominatunterart grisescens vor. In Deutschland ist die Art neben den Alpen auch aus dem Schwarzwald und von der Schwäbischen Alb nachgewiesen sowie aus Bayern. In den Alpen steigt sie bis über 2800 Meter Höhe auf. Sie lebt dort auf felsigen, wenig bewachsenen Grashängen und steinige Weiden  oft oberhalb der Baumgrenze.

## Lebensweise
Die überwiegend nachtaktiven Falter der Bergwiesen-Bodeneule fliegen von Juni bis September in einer Generation im Jahr. Gelegentlich werden sie auch am Tage beobachtet. Im Süden legen sie eine Sommerpause ein. Sie kommen an künstliche Lichtquellen und besuchen den Köder sowie Blüten. Die Raupen sind ab September zu finden. Sie verstecken sich tagsüber und fressen nachts an verschiedenen Gräsern. Die Raupen überwintern und verpuppen sich überwiegend im Mai des folgenden Jahres.

## Gefährdung
In Deutschland kommt die Bergwiesen-Bodeneule in Bayern, wo sie nicht gefährdet ist sowie in Baden-Württemberg, wo sie auf der Roten Liste gefährdeter Arten als Art mit ungeklärter Gefährdung geführt wird, vor.

## Systematik
Es werden zwei Unterarten unterschieden:
- Epipsilia grisescens grisescens (Fabricius, 1794), etwas größere Flügelspannweite, dunklere Hinterflügel
- Epipsilia grisescens septentrionalis Fibiger, 1993, etwas kleinere Flügelspannweite, durch die schmaleren Vorderflügel sowie die helleren Hinterflügel mit deutlichem, dunklen Saumband.